# Danh sách loài nhện trong họ Ochyroceratidae
Đây là danh sách các loài nhện trong họ Ochyroceratidae.

## Althepus
Althepus Thorell, 1898
- Althepus bako Deeleman-Reinhold, 1995
- Althepus biltoni Deeleman-Reinhold, 1995
- Althepus complicatus Deeleman-Reinhold, 1995
- Althepus dekkingae Deeleman-Reinhold, 1995
- Althepus incognitus Brignoli, 1973
- Althepus indistinctus Deeleman-Reinhold, 1995
- Althepus javanensis Deeleman-Reinhold, 1995
- Althepus lehi Deeleman-Reinhold, 1985
- Althepus leucosternus Deeleman-Reinhold, 1995
- Althepus minimus Deeleman-Reinhold, 1995
- Althepus noonadanae Brignoli, 1973
- Althepus pictus Thorell, 1898
- Althepus pum Deeleman-Reinhold, 1995
- Althepus stonei Deeleman-Reinhold, 1995
- Althepus suhartoi Deeleman-Reinhold, 1985
- Althepus tibiatus Deeleman-Reinhold, 1985

## Dundocera
Dundocera Machado, 1951
- Dundocera angolana (Machado, 1951)
- Dundocera fagei Machado, 1951
- Dundocera gabelensis (Machado, 1951)

## Euso
Euso Saaristo, 2001
- Euso muehlenbergi (Saaristo, 1998)

## Fageicera
Fageicera Dumitrescu & Georgescu, 1992
- Fageicera cubana Dumitrescu & Georgescu, 1992
- Fageicera loma Dumitrescu & Georgescu, 1992
- Fageicera nasuta Dumitrescu & Georgescu, 1992

## Flexicrurum
Flexicrurum Tong & Li, 2007
- Flexicrurum flexicrurum Tong & Li, 2007
- Flexicrurum longispina Tong & Li, 2007
- Flexicrurum minutum Tong & Li, 2007

## Leclercera
Leclercera Deeleman-Reinhold, 1995
- Leclercera khaoyai Deeleman-Reinhold, 1995
- Leclercera longiventris Deeleman-Reinhold, 1995
- Leclercera machadoi (Brignoli, 1973)
- Leclercera negros Deeleman-Reinhold, 1995
- Leclercera ocellata Deeleman-Reinhold, 1995
- Leclercera spinata Deeleman-Reinhold, 1995

## Lundacera
Lundacera Machado, 1951
- Lundacera tchikapensis Machado, 1951

## Merizocera
Merizocera Fage, 1912
- Merizocera brincki Brignoli, 1975
- Merizocera crinita (Fage, 1929)
- Merizocera cruciata (Simon, 1893)
- Merizocera mus Deeleman-Reinhold, 1995
- Merizocera oryzae Brignoli, 1975
- Merizocera picturata (Simon, 1893)
- Merizocera pygmaea Deeleman-Reinhold, 1995
- Merizocera stellata (Simon, 1905)

## Ochyrocera
Ochyrocera Simon, 1891
- Ochyrocera arietina Simon, 1891
- Ochyrocera bicolor González-Sponga, 2001
- Ochyrocera cachote Hormiga, Álvarez-Padilla & Benjamin, 2007
- Ochyrocera caeruleoamethystina Lopez & Lopez, 1997
- Ochyrocera chiapas Valdez-Mondragón, 2009
- Ochyrocera coerulea (Keyserling, 1891)
- Ochyrocera coffeeicola González-Sponga, 2001
- Ochyrocera cornuta Mello-Leitão, 1944
- Ochyrocera corozalensis González-Sponga, 2001
- Ochyrocera fagei Brignoli, 1974
- Ochyrocera formosa Gertsch, 1973
- Ochyrocera hamadryas Brignoli, 1978
- Ochyrocera ibitipoca Baptista, González & Tourinho, 2008
- Ochyrocera janthinipes Simon, 1893
- Ochyrocera juquila Valdez-Mondragón, 2009
- Ochyrocera minima González-Sponga, 2001
- Ochyrocera oblita Fage, 1912
- Ochyrocera peruana Ribera, 1978
- Ochyrocera quinquevittata Simon, 1891
- Ochyrocera ransfordi (Marples, 1955)
- Ochyrocera simoni O. P.-Cambridge, 1894
- Ochyrocera subparamera González-Sponga, 2001
- Ochyrocera thibaudi Emerit & Lopez, 1985
- Ochyrocera vesiculifera Simon, 1893
- Ochyrocera viridissima Brignoli, 1974

## Ouette
Ouette Saaristo, 1998
- Ouette gyrus Tong & Li, 2007
- Ouette ouette Saaristo, 1998

## Psiloderces
Psiloderces Simon, 1892
- Psiloderces albostictus Deeleman-Reinhold, 1995
- Psiloderces althepoides Deeleman-Reinhold, 1995
- Psiloderces coronatus Deeleman-Reinhold, 1995
- Psiloderces djojosudharmoi Deeleman-Reinhold, 1995
- Psiloderces egeria Simon, 1892
- Psiloderces elasticus (Brignoli, 1975)
- Psiloderces enigmatus Deeleman-Reinhold, 1995
- Psiloderces fredstonei Deeleman-Reinhold, 1995
- Psiloderces howarthi Deeleman-Reinhold, 1995
- Psiloderces kalimantan Deeleman-Reinhold, 1995
- Psiloderces leclerci Deeleman-Reinhold, 1995
- Psiloderces leucopygius Deeleman-Reinhold, 1995
- Psiloderces ligula Baert, 1988
- Psiloderces limosa Deeleman-Reinhold, 1995
- Psiloderces longipalpis Baert, 1988
- Psiloderces mulcatus (Brignoli, 1973)
- Psiloderces nasicornis Baert, 1988
- Psiloderces penaeorum Deeleman-Reinhold, 1995
- Psiloderces pulcher Deeleman-Reinhold, 1995
- Psiloderces rimbu Deeleman-Reinhold, 1995
- Psiloderces septentrionalis Deeleman-Reinhold, 1995
- Psiloderces suthepensis Deeleman-Reinhold, 1995
- Psiloderces tesselatus Deeleman-Reinhold, 1995
- Psiloderces torajanus Deeleman-Reinhold, 1995
- Psiloderces vallicola Deeleman-Reinhold, 1995
- Psiloderces vulgaris Deeleman-Reinhold, 1995

## Roche
Roche Saaristo, 1998
- Roche roche Saaristo, 1998

## Speocera
Speocera Berland, 1914
- Speocera amazonica Brignoli, 1978
- Speocera apo Deeleman-Reinhold, 1995
- Speocera asymmetrica Tong & Li, 2007
- Speocera bambusicola Brignoli, 1980
- Speocera berlandi (Machado, 1951)
- Speocera bicornea Tong & Li, 2007
- Speocera bismarcki (Brignoli, 1976)
- Speocera bosmansi Baert, 1988
- Speocera bovenlanden Deeleman-Reinhold, 1995
- Speocera bulbiformis Lin, Pham & Li, 2009
- Speocera caeca Deeleman-Reinhold, 1995
- Speocera capra Deeleman-Reinhold, 1995
- Speocera crassibulba Deeleman-Reinhold, 1995
- Speocera dayakorum Deeleman-Reinhold, 1995
- Speocera debundschaensis Baert, 1985
- Speocera decui Dumitrescu & Georgescu, 1992
- Speocera deharvengi Deeleman-Reinhold, 1995
- Speocera eleonorae Baptista, 2003
- Speocera fagei (Berland, 1914)
- Speocera feminina (Machado, 1951)
- Speocera indulgens Deeleman-Reinhold, 1995
- Speocera irritans Brignoli, 1978
- Speocera jacquemarti Baert & Maelfait, 1986
- Speocera javana (Simon, 1905)
- Speocera jucunda Brignoli, 1979
- Speocera karkari (Baert, 1980)
- Speocera krikkeni Brignoli, 1977
- Speocera laureata Komatsu, 1974
- Speocera leclerci Deeleman-Reinhold, 1995
- Speocera machadoi Gertsch, 1977
- Speocera microphthalma (Simon, 1892)
- Speocera minuta (Marples, 1955)
- Speocera molesta Brignoli, 1978
- Speocera naumachiae Brignoli, 1980
- Speocera octodentis Tong & Li, 2007
- Speocera pallida Berland, 1914
- Speocera papuana (Baert, 1980)
- Speocera parva Deeleman-Reinhold, 1995
- Speocera phangngaensis Deeleman-Reinhold, 1995
- Speocera pongo Deeleman-Reinhold, 1995
- Speocera ranongensis Deeleman-Reinhold, 1995
- Speocera songae Tong & Li, 2007
- Speocera stellafera Deeleman-Reinhold, 1995
- Speocera suratthaniensis Deeleman-Reinhold, 1995
- Speocera taprobanica Brignoli, 1981
- Speocera transleuser Deeleman-Reinhold, 1995
- Speocera troglobia Deeleman-Reinhold, 1995
- Speocera vilhenai Machado, 1951

## Theotima
Theotima Simon, 1893
- Theotima elva Gertsch, 1977
- Theotima fallax Fage, 1912
- Theotima galapagosensis Baert & Maelfait, 1986
- Theotima jeanneli Machado, 1951
- Theotima kivuensis Machado, 1964
- Theotima lawrencei Machado, 1964
- Theotima makua Gertsch, 1973
- Theotima martha Gertsch, 1977
- Theotima mbamensis Baert, 1985
- Theotima minutissima (Petrunkevitch, 1929)
- Theotima mirabilis Machado, 1951
- Theotima moxicensis Machado, 1951
- Theotima pura Gertsch, 1973
- Theotima radiata (Simon, 1891)
- Theotima ruina Gertsch, 1977
- Theotima tchabalensis Baert, 1985